# Districte de Larne
El districte de Larne és un districte del comtat d'Antrim a Irlanda del Nord. La seu és a Larne i la població total és de 32.180 habitats segons el cens de 2011.
El Borough de Larne es divideix en tres àrees electorals: Larne Town, Larne Lough id Coast Road. A les eleccions locals de 2011 els 15 consellers foren escollits entre els següents partits: 4 Partit Unionista Democràtic (DUP), 3 Partit Unionista de l'Ulster (UUP), 2 Independent, 3 Alliance Party, 1 Veu Unionista Tradicional, 1 Sinn Féin i 1 Social Democratic and Labour Party (SDLP). L'actual alcalde és Bobby McKee MBE (DUP); i la tinent d'alcalde és Gerardine Mulvenna (APNI).
Juntament amb tot el veí districte de Carrickfergus i part del de Newtownabbey, forma la circumscripció d'East Antrim per a les eleccions al Parlament del Regne Unit i a les d'Assemblea d'Irlanda del Nord.
El districte també inclou les viles de Ballycarry, Islandmagee, Ballystrudder, Glynn, Magheramorne, Ballygalley, Cairnalbanagh, Glenarm i Carnlough.

## Resultats de les eleccions de 2011
| Partit | Partit                                 | escons | canvi +/- |
| ------ | -------------------------------------- | ------ | --------- |
| •      | Partit Unionista Democràtic            | 4      | -1        |
| •      | Partit Unionista de l'Ulster           | 3      | -1        |
|        | Partit de l'Aliança d'Irlanda del Nord | 3      | +1        |
| •      | Independent                            | 2      | =         |
| •      | Sinn Féin                              | 1      | +1        |
| •      | Social Democratic and Labour Party     | 1      | -1        |
| •      | Veu Unionista Tradicional              | 1      | +1        |

## Revisió de l'Administració Pública
En la revisió de l'Administració Pública (RPA), el consell s'ha d'unificar amb el districte de Ballymena i amb el districte de Carrickfergus el 2011 amb una àrea ampliada de 1.047 km² i una població de 127.101 habitants. Les següents eleccions tindran lloc en maig de 2009, però el 25 d'abril de 2008, Shaun Woodward, Secretari d'Estat per a Irlanda del Nord anuncià que les eleccions de districte programades per a 2009 serien posposades fins a la introducció dels 11 nous consells en 2011.

## Freedom of the Borough
En memòria de la batalla a la ciutat de Musa Qala a l'Afganistan el 2006, amb la participació del Royal Irish Regiment, Chris Attrill compongué una nova marxa del regiment, encarregada pel Consell del Burg de Larne, que fou regalada al regiment el dissabte 1 de novembre de 2008 a Larne, durant un esdeveniment en què el regiment també es va presentar amb Freedom of the Borough. Això li va donar al regiment el dret a marxar per les localitats de la ciutat amb banderes al vent, bandes tocant i baionetes calades. La marxa va ser anomenada "Musa Qala".